# 시칠리아의 군주 목록
다음은 시칠리아의 군주 목록이다:

## 노르만족(오트빌가)의 통치, 1071-1198

### 시칠리아 공작위, 1071-1130
1059년 교황 니콜라오 2세는 노르만족의 로베르토 기스카르(루베르투 귀스카르루)를 시칠리아의 공작으로 임명하였다. 귀스카르루는 곧 동생 루제로에게 시칠리아 공작위를 양위하였다.
| 대수 | 초상 | 이름                     | 재위 시작 | 재위 종료 | 비고 |
| ---- | ---- | ------------------------ | --------- | --------- | ---- |
| 1    |      | 로베르토 일 구이스카르도 | 1071년    | 1071년    |      |
| 2    |      | 루제로 1세               | 1071년    | 1101년    |      |
| 3    |      | 시무니                   | 1101년    | 1105년    |      |
| 4    |      | 루제로 2세               | 1105년    | 1130년    |      |

### 시칠리아 왕위, 1130–1198
루지에로 2세는 대립교황 아나클레투스 2세와 교황 인노첸시오 2세로부터 1139년에 시칠리아의 왕으로 인정받았다. 당시 시칠리아는 단순한 섬 자체뿐만 아니라 영토가 급속히 확장되어 몰타와 이탈리아 본토의 일부도 그 영토였다.
| 대수 | 초상 | 이름         | 재위 시작 | 재위 종료 | 비고   |
| ---- | ---- | ------------ | --------- | --------- | ------ |
| 1    |      | 루제로 2세   | 1130년    | 1154년    |        |
| 2    |      | 굴리에모 1세 | 1154년    | 1166년    |        |
| 3    |      | 굴리에모 2세 | 1166년    | 1189년    |        |
| 4    |      | 탕크레디     | 1189년    | 1194년    |        |
| 5    |      | 루제로 3세   | 1193년    | 1194년    | 공동왕 |
| 6    |      | 굴리에모 3세 | 1194년    | 1194년    |        |
| 7    |      | 코스탄차 1세 | 1194년    | 1198년    |        |

## 독일인(호엔슈타우펜가)의 통치, 1194–1266, 1282-1285
루제로 2세의 딸 코스탄차는 황제 하인리히 6세와 결혼하였다. 하인리히는 굴리엘모 2세의 죽음 이후 계속해서 왕위를 주장하였고 1194년에 노르만 왕가를 시칠리아에서 몰아내는 데 성공하였다.
| 대수 | 초상 | 이름         | 재위 시작 | 재위 종료 | 비고                                                                             |
| ---- | ---- | ------------ | --------- | --------- | -------------------------------------------------------------------------------- |
| 1    |      | 아리쿠 1세   | 1194년    | 1197년    | 명예왕                                                                           |
| 2    |      | 피디리쿠 1세 | 1198년    | 1250년    |                                                                                  |
| 3    |      | 아리쿠 2세   | 1212년    | 1217년    | 공동왕                                                                           |
| 4    |      | 쿠라두 1세   | 1250년    | 1254년    |                                                                                  |
| 5    |      | 쿠라두 2세   | 1254년    | 1258년    | 만프레디에게 왕위를 뺏기고나서는 대립왕으로 지내다가 1268년 사망.                |
| 6    |      | 만프레디     | 1258년    | 1266년    |                                                                                  |
| 7    |      | 코스탄차 2세 | 1282년    | 1285년    | 대립왕 쿠라두 2세가 사망함으로 대립왕의 지위는 만프레디의 딸 코스탄차에게 넘어감 |

쿠라두 2세는 죽을 때까지 자신의 왕위를 요구했으나 그의 섭정이었던 만프레디가 1258년 왕위를 빼앗았다. 1252년에, 교황 인노첸시오 4세가 콘라드에 대항하여 잉글랜드 출신의 에드문드에게 왕위를 부여하였고 1265년 다시 그 왕위를 앙주의 샤를에게 주었다. 앙주의 샤를은 1266년 만프레디를 내쫓고 시칠리아의 왕위를 계승한다.

## 프랑스인(앙주 카페가)의 통치, 1266-1285
| 대수 | 초상 | 이름       | 재위 시작 | 재위 종료 | 비고                                    |
| ---- | ---- | ---------- | --------- | --------- | --------------------------------------- |
| 1    |      | 카를루 1세 | 1266년    | 1285년    | (앙주의 샤를, 1282년까지는 실제적인 왕) |

시칠리아의 앙주왕가의 문장

앙주의 샤를(나중에 카를루 1세가 됨)이 1266년에 시칠리아를 점령하지만, 1282년 시칠리아 만종 사건으로 인하여 시칠리아 섬의 영토를 잃게 되었다. 그리하여 그의 영토는 나폴리를 수도로 하는 나폴리 왕국으로 비공식적으로 불리게 되었다. 1282년후 시칠리아의 왕국은 시칠리아 섬 그 자체(아라곤 왕가)과 나폴리를 중심으로 하는 이탈리아 본토(앙주 카페가)로 분리되었다.

## 아라곤가, 1282–1409

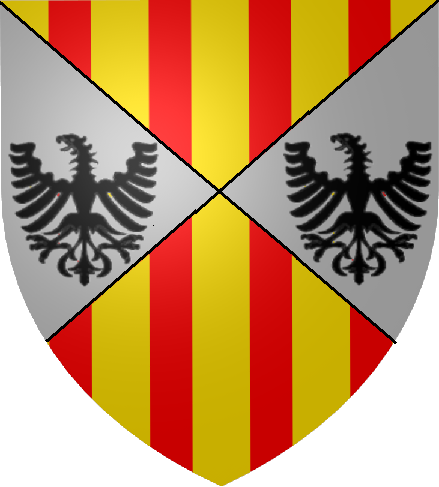
시칠리아의 아라곤 왕가의 문장

아라곤왕 페로 3세는 1282년 시칠리아 만종 사건으로 시칠리아섬을 점령하여 카를루 1세를 몰아내고 왕이 되었다. 앙주 카페가와 시칠리아계 바르셀로나가(아라곤 왕가의 분가)는 1302년 칼타벨로타 평화 조약을 맺어 서로의 존재를 인정할 수밖에 없었는데 이탈리아 본토의 왕국(나폴리 왕국)과 구분하기 위해 아라곤 왕가의 시칠리아 왕국을 트리나크리아(Trinacria)라고도 부른다.
| 대수 | 초상 | 이름         | 재위 시작 | 재위 종료 | 비고                                                                                                  |
| ---- | ---- | ------------ | --------- | --------- | --- |
| 1    |      | 페트루 1세   | 1282년    | 1285년    | 명예왕, 아라곤왕 페로 3세                                                                             |
| 2    |      | 자쿠무       | 1285년    | 1295년    | 아라곤왕 차이메 2세                                                                                   |
| 3    |      | 피디리쿠 2세 | 1296년    | 1336년    | 프레데리코(피디리쿠)는 형 차이메(자쿠무)로부터 시칠리아섬 영지를 분지받아 아라곤 연합 왕국으로 독립함 |
| 4    |      | 페트루 2세   | 1337년    | 1342년    | |
| 5    |      | 루이지       | 1342년    | 1355년    | |
| 6    |      | 피디리쿠 3세 | 1355년    | 1377년    | |
| 7    |      | 마리아       | 1377년    | 1401년    | |
| 8    |      | 마르티노 1세 | 1396년    | 1409년    | |
| 9    |      | 마르티노 2세 | 1409년    | 1410년    | 아라곤왕 마르틴(마르티노 2세) 이래로 아라곤의 연합 통치                                               |

## 트라스타마라가, 1412–1516
| 대수 | 초상 | 이름           | 재위 시작 | 재위 종료 | 비고 |
| ---- | ---- | -------------- | --------- | --------- | ---- |
| -    |      | 공위기         | 1410년    | 1412년    |      |
| 1    |      | 피르디난누 1세 | 1412년    | 1416년    |      |
| 2    |      | 알폰추         | 1416년    | 1458년    |      |
| 3    |      | 지우반니       | 1458년    | 1479년    |      |
| 4    |      | 피르디난누 2세 | 1479년    | 1516년    |      |
| 5    |      | 지우반나       | 1516년    | 1555년    |      |

## 스페인의 직접 통치, 1516–1713
| 대수 | 초상 | 이름       | 재위 시작 | 재위 종료 | 비고 |
| ---- | ---- | ---------- | --------- | --------- | ---- |
| 1    |      | 카를루 2세 | 1516년    | 1554년    |      |
| 2    |      | 필리푸 1세 | 1554년    | 1598년    |      |
| 3    |      | 필리푸 2세 | 1598년    | 1621년    |      |
| 4    |      | 필리푸 3세 | 1621년    | 1665년    |      |
| 5    |      | 카를루 3세 | 1665년    | 1700년    |      |
| 6    |      | 필리푸 4세 | 1700년    | 1713년    |      |

## 사보이아가, 1713–1720
- 1713년–1720년 비토리우 아메데우

## 오스트리아의 직접 통치, 1720–1735
- 1720년–1735년 카를루 4세

## 나폴리의 직접 통치, 1735–1816년
- 1735년–1759년 카를루 5세
- 1759년–1816년 피르디난누 3세

이후 시칠리아 왕국은 나폴리 왕국과 통합되어 양시칠리아 왕국이 된다.

## 같이 보기
- 나폴리의 군주
- 양시칠리아의 군주
- 풀리아·칼라브리아의 작위
- 양시칠리아 왕국